# Lee Unkrich
Lee Edward Unkrich (Ohio, 8 de Agosto de 1967) é um diretor e editor estadunidense. Ele é um antigo membro da equipe da Pixar, onde ingressou em 1994 contribuindo na edição de (Toy Story) e posteriormente tornando-se diretor, primeiramente co-dirigindo (Toy Story 2, Monsters, Inc. e Finding Nemo) e depois dirigindo (Toy Story 3).

## Vida
Nativo de Cleveland, Ohio, Unkrich passou a juventude atuando no Cleveland Playhouse. Graduou-se pela School of Cinematic Arts da University of Southern California em 1991, onde dirigiu vários curtas-metragens premiados.

## Carreira
Unkrich fez sua estreia como diretor em 1999 como co-diretor do vencedor do Globo de Ouro de melhor filme de comédia ou musical, Toy Story 2. Também co-dirigir Monsters, Inc. e serviu como co-diretor e supervisor de edição do vencedor dos Prêmios da Academia de melhor animação, Finding Nemo. Unkrich também contribuiu com edições para mais dois filmes premiados da Pixar, Cars e Ratatouille (também vencedor dos Prêmios da Academia de melhor animação).
Em 2009, Unkrich e seus companheiros de direção da Pixar foram homenageados no 66º Festival Internacional de Veneza com o Leão de Ouro pelos sucessos na animação.

## Filmografia
- Prison Stories: Women on the Inside (1991) (TV) (assistente de produção)
- Silk Stalkings (1991) (Série de TV) (editor assistente, editor)
- Renegade (1993) (Série de TV) (editor assistente)
- Betrayed by Love (1994) (TV) (editor assistente)
- Separated by Murder (1995) (TV) (editor)
- Toy Story (1995) (editor)
- A Bug's Life (1998) (editor)
- Toy Story 2 (1999) (co-diretor, editor)
- Monsters, Inc. (2001) (co-diretor, editor adicional)
- Finding Nemo (2003) (co-diretor, supervisor de edição)
- Cars (2006) (editor adicional)
- Ratatouille (2007) (editor adicional)
- Toy Story 3 (2010) (diretor) e (voz)
- Coco (2017) (diretor)